# Chuột chũi Fansipan
Chuột chũi Fansipan (Uropsilus fansipanensis) là loài chuột chũi giống chuột chù đặc hữu của Việt Nam.
Năm 2023, Viện Hàn lâm Khoa học và Công nghệ Việt Nam và Hội Hỗ trợ phát triển khoa học Nhật Bản (JSPS), Viện Nghiên cứu hệ Gen (VAST) và Bảo tàng Đại học Kyoto thuộc Đại học Kyoto, Nhật Bản đã phát hiện được loài Chuột chũi vòi mới tại đỉnh Fansipan, Vườn Quốc gia Hoàng Liên, Lào Cai. Đây cũng là lần đầu tiên ghi nhận giống Chuột chũi vòi Uropsilus ở Việt Nam.

## Mô tả
Uropsilus fansipanensis có sự phân nhánh rõ ràng so với các quần thể ở Trung Quốc. Đặc trưng của Chuột chũi vòi Fansipan là chiếc mũi kéo dài thành dạng vòi; lông trên lưng màu đỏ nâu đậm, lông dưới bụng màu xám; đuôi đơn màu xám đậm với các vảy trắng ở gốc đuôi.